# SV Stern Britz 1889
SV Stern Britz 1889 is een Duitse voetbalclub uit het Berlijnse stadsdeel Britz. De club was in 1900 een van de stichtende clubs van de Duitse voetbalbond.

## Geschiedenis
De club werd in 1889 opgericht Berliner FC Marbert, maar nam nog in het oprichtingsjaar de naam Berliner FC Stern 89 aan. De club sloot zich aan bij de Berlijnse voetbalbond. In 1901/02 speelde de club voor het eerst in de hoogste klasse, maar degradeerde meteen terug. In 1907 keerde de club nog één keer terug maar kon ook nu het behoud niet verzekeren. De club speelde hierna geen rol meer in het Berlijnse voetbal. Na de Tweede Wereldoorlog werd de club ontbonden en pas in 1950 heropgericht als Neuköllner FC Stern. In 1973 fuseerde de club met SpVgg. Britz-Süd 49 en nam zo de huidige naam aan.
In 2018 promoveerde de club naar de Landesliga. 